# Jeff Kashiwa

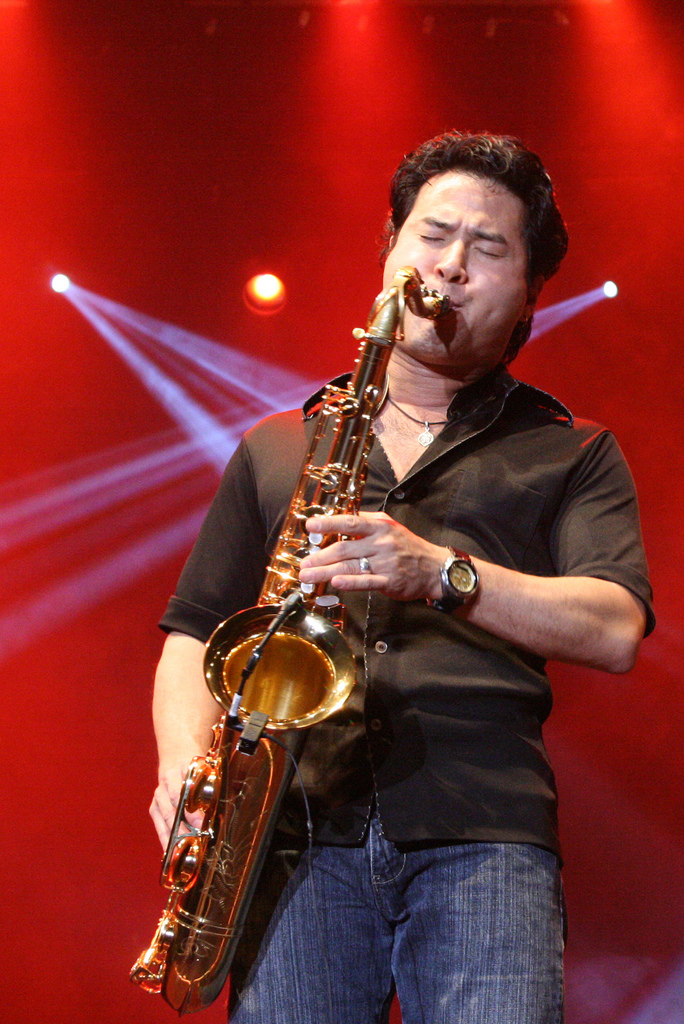
Jeff Kashiwa tijdens het Java Jazz Festival van 2008

Jeff Kashiwa (Louisville (Kentucky), 1963) is een Amerikaanse smooth jazz-saxofonist (sopraansaxofoon, tenorsaxofoon en altsaxofoon), fluitist en componist. Tevens speelt hij Electronic Wind Instrument. Hij werd bekend als lid van de jazz fusion-groep The Rippingtons.

## Biografie
Jeff Kashiwa raakte geïnteresseerd in jazz dankzij zijn vader, die onder andere van de muziek van Benny Goodman en Glenn Miller hield. Hij kreeg van hem een oude klarinet en begon daarop te spelen, maar toen hij later op school een rij saxofoons zag, had hij zijn keuze gemaakt.
Kashiwa studeerde aan Berklee College of Music (1981-1983) Tijdens zijn studietijd was hij tweede altsaxofonist bij Disney's All American College Band. Later haalde hij zijn bachelor aan California State University.
Hij werkte in de jazzscene van Seattle, maar zocht naar mogelijkheden een vaste plek in een band te krijgen. Hij ontmoette Steve Bailey van The Rippingtons, waarvan hij een fan was, en huurde hem in om met hem te spelen. Nadat Brandon Fields The Rippingtons verliet, werd Kashiwa zijn opvolger. Tijdens zijn jaren bij de groep, nam Kashiwa tevens twee solo-albums op, "Remember Catalina" en "Walk A Mile".
In 1999 verliet Kashiwa de groep om zich te richten op een solo-carrière met zijn eigen band Coastal Access (met Melvin Davis, Allen Hinds, Dave Hooper en Dave Kochanski). In 2007 keerde hij terug naar The Rippingtons om mee te spelen tijdens hun 20th Anniversary Tour en nog steeds treedt hij af en toe met de band op.
In 2004 startte Kashiwa een groep met collega-saxofonisten om uiting te geven aan hun passie voor jazz, funk en rhythmn and blues. De band 'The Sax Pack' bestaat uit Jeff Kashiwa, Steve Cole en Kim Waters en bracht een paar CD's uit op Shanachie Records: "The Sax Pack" (2008) en "The Pack is Back" (2009).
Kashiwa geeft les Shoreline College en privéles.
Kashiwa is getrouwd en heeft een dochter.

## Discografie (selectie)
- Remember Catalina (1995)
- Walk a Mile (1997)
- Another Door Opens (2000)
- Simple Truth (2002)
- Peace Of Mind (2004)
- Play (2007)
- The Sax Pack (2008)
- Back In The Day (2009)
- Very Best of Jeff Kashiwa (2009)
- The Pack Is Back (2009)
- Let It Ride (2012)
- The Power of 3 (2015)